# Matías Arezo
Douglas Matías Arezo Martínez (* 21. November 2002 in Montevideo) ist ein uruguayischer Fußballspieler, der beim FC Granada in Spanien unter Vertrag steht. Er wird in seiner Heimat als El Búfalo (Der Büffel) bezeichnet.

## Karriere

### Verein
Arezo stammt aus der Jugendarbeit von River Plate Montevideo und wurde zum Spieljahr 2019 in den Kader der ersten Mannschaft befördert. Am 14. Juli (1. Spieltag der Torneo Intermedio) debütierte er mit 16 Jahren beim 0:0-Unentschieden gegen den CA Progreso. Am 10. August gelang ihm beim 2:1-Auswärtssieg gegen den CA Juventud de Las Piedras sein erstes Tor für den Erstligisten. Zu dieser Zeit galt er bereits als Stammspieler unter Cheftrainer Jorge Fossati. Am 24. August schoss er seine Mannschaft im Heimspiel gegen Peñarol Montevideo zum 1:0-Sieg und eine Woche später erzielte er gegen den Danubio FC erneut das 1:0-Siegtor. Mit diesen drei Toren trug er wesentlich zum Sieg in der Gruppe Serie A der Torneo Intermedio bei. Das Finalspiel gegen den Sieger der Serie B ging jedoch im Elfmeterschießen gegen Liverpool Montevideo verloren. In den ersten vier Spielen der Clausura 2019 machte er drei Tore, während der weiteren Spielzeit schoss er jedoch kein weiteres Tor. In den folgenden beiden Saisons erhöhte sich sowohl seine Einsatzzeit, als auch seine Torerfolgsquote, so absolvierte er in Summe 64 Spiele und erzielte 28 Tore. Im Januar 2022 wechselte der Uruguayer nach Europa und schloss sich dem FC Granada an. Dieser verlieh in für die Saison 2023 zurück in seine Heimat an Peñarol Montevideo.

### Nationalmannschaft
Mit der U-17 Uruguays nahm er an der Südamerikameisterschaft 2019 in Peru teil. Am 9. April 2019 erzielte er beim 4:1-Auswärtssieg gegen Ecuador einen Hattrick. In sieben Einsätzen gelangen ihm in diesem Wettbewerb fünf Tore. Im März 2023 debütierte er dann auch für die uruguayischer A-Nationalmannschaft.